# Edgar Schein
Edgar H. „Ed“ Schein (* 5. März 1928 in Zürich; † 26. Januar 2023 in Palo Alto) war ein US-amerikanischer Sozialwissenschaftler. Er war Sloan Professor Emeritus für Organisationspsychologie und Management am Massachusetts Institute of Technology (MIT) in Cambridge. Schein gilt als einer der Mitbegründer der Organisationspsychologie und der Organisationsentwicklung. Als Kind emigrierte er mit seiner jüdischstämmigen Familie aus der Schweiz über Odessa und Prag nach Chicago.

## Leben und Werk
Edgar Schein wurde 1928 als Sohn eines Ungarn und einer Deutschen geboren. Sein Vater Marcel Schein stammte aus der heutigen Slowakei und nach dem Zusammenbruch der Österreichisch-Ungarischen Monarchie wurde er tschechoslowakischer Staatsbürger. Er studierte Physik u. a. in Wien und Zürich, wo er auch seine spätere Frau, Hilde Schoenbeck, kennenlernte, die ebenfalls Physik-Doktorandin dort war. Schoenbeck war die einzige Tochter des deutschen Bauingenieurs Max Schoenbeck und dessen Frau Selma, die im sächsischen Bad Schandau, einem kleinen Kurort an der Elbe in der Nähe von Dresden, lebten. 1927 heiraten Marcel Schein und Hilde in Zürich; 1928 wurde Edgar Schein geboren.
1934 verschärfte die Schweiz ihr Ausländerrecht, sodass es für Marcel Schein schwierig wurde, seine Dozentenstelle zu behalten. Er entschied sich für die Emigration nach Odessa, wo ihm die Russen eine wichtige Stelle beim Aufbau ihres Wissenschaftsbetriebs anboten. Angesichts der stalinistischen Säuberungswellen entschloss sich der Vater 1936, das Land zu verlassen und nach Prag zu ziehen. Dort besuchte Schein ein Jahr lang eine deutsche Schule. Wegen der politischen Umstände sah sich die Familie gezwungen, sich zu trennen. Schein und seine Mutter zogen für ein halbes Jahr nach Zürich, ehe 1938 die gesamte Familie in die Vereinigten Staaten emigrierte. Sein Vater arbeitete bis zur Pensionierung als Professor an der Universität Chicago.:288

### Studium
Nach Abschluss der öffentlichen Hyde Park High School immatrikulierte Schein sich an der Universität Chicago, um ein allgemeinbildendes zweijähriges Bachelor-Studium aufzunehmen. Da er sich auf Psychologie spezialisieren wollte, wechselte er an die Universität Stanford. Er erlangte den akademischen Grad eines Bachelor of Arts (B.A.) und absolvierte nach einem weiteren Jahr 1949 sein Master-Studium der Psychologie mit dem akademischen Grad Master of Arts (M.A.). Da sich für ihn keine weiteren Möglichkeiten im Fach Psychologie ergaben, wechselte er an die Universität Harvard, um ein Doktoratsstudiums der Sozialpsychologie aufzunehmen, das er 1952 erfolgreich mit dem akademischen Grad eines Ph.D. absolvierte.:288 f. Wesentlich beeinflusst ist seine publizierte Gedankenwelt auch von Carl R. Rogers – den Schein selbst namentlich seltener erwähnt. Jedoch zum Beispiel in „Prozessberatung für die Organisation der Zukunft“, EHP 2010, S. 15., wo Schein anführt, dass es auf Kurt Lewin und Carl Rogers zurückgehe, dass der Lernende immer selbst aktiv beteiligt sein müsse am eigenen Lernen. „Ed Schein war Schüler von Douglas McGregor am M.I.T. Massachusetts Institute of Technology und vorher an den Universitäten Chicago, Stanford und Harvard Schüler von Carl Rogers, Erving Goffman, dem Ehepaar Kluckhohn und Talcott Parsons.“
1950 gab es in den USA noch die allgemeine Wehrpflicht. Schein entschloss sich zu einer dreijährigen Verpflichtung, die ihm im Gegenzug die Möglichkeit zur Promotion gab. Damit war auch der Sold eines Second Lieutenant verbunden.:289
Als Captain der US-Armee war er von 1952 bis 1956 Leiter des Walter Reed Army Institute of Research.

### Organisationsentwicklung
Edgar Schein hat als Schüler von Douglas McGregor und Dick Beckhard so grundlegende Konzepte wie Organisationskultur, Prozessberatung und Karriere-Anker begründet. Schein gilt neben Kurt Lewin, Dick Beckhard, Chris Argyris und Warren Bennis als Mitbegründer der Organisationsentwicklung. Seine Konzepte hat er in jahrzehntelanger Arbeit mit wichtigen Kundensystemen entwickelt: Mit Digital Equipment Corporation das Konzept der Organisationskultur und Prozessberatung, mit Ciba-Geigy das Konzept des Karriereankers (siehe seine Artikel in profile 12, 2006). Er hat unter anderem als Berater für Digital Equipment Corporation (DEC) gearbeitet und darüber ein bekanntes Buch geschrieben. Dieses stellt als einziges Buch die gesamte Lebensphase einer Organisation dar. Schein gilt als geistiger Vater der Prozessberatung und auch der Fünften Disziplin von Peter Senge.
Einer seiner bekanntesten Beiträge thematisiert die organisatorischen Konsequenzen unterschiedlicher Menschenbilder: rational-economic man (Homo oeconomicus), social man, self-actualizing man und complex man.
Die neusten Publikationen über DEC stellen auch das Konzept der „Cultural DNA“ vor, das besagt, dass jede Organisation und jedes Team einen einmaligen Kulturcode herstellt, der meistens die kulturellen Grundannahmen ausmacht.
Organisationskultur definiert Schein als die Werte und Normen und Grundannahmen, die sich aus der persönlichen Lerngeschichte eines Teams oder einer Organisation ergeben. Das Dreiebenen-Modell (Artefakte, herausgestellte Werte, grundlegende Annahmen und Werte) von Schein stellt zur Bewertung einer Unternehmenskultur und insbesondere der Sicherheitskultur von Industrieunternehmen mit einem Gefahrenpotential eine wichtige Grundlage dar. Ein Kooperationspartner im deutschsprachigen Raum ist Gerhard Fatzer.
Gemeinsam mit seinem Sohn Peter Schein betreibt er seit 2016 das Organizational Culture and Leadership Institute.

## Schriften
- Prozessberatung. In: Fatzer G. (Hg.): Supervision und Beratung, EHP (2005, 11. Auflage), Bergisch Gladbach 1990.
- Organizational Culture and Leadership. Third Edition. New York: Wiley Publishers. - Dt. Organisationskultur. »The Ed Schein Corporate Culture Survival Guide«. EHP, Bergisch Gladbach 2003.
- DEC is dead, long live DEC. The lasting legacy of Digital Equipment Corporation. San Francisco, CAL: Berrett-Koehler. – Dt.: Aufstieg und Fall von Digital Equipment Corporation. Eine Learning History oder: DEC ist tot – lang lebe DEC. EHP, Bergisch Gladbach 2006, ISBN 3-89797-027-9.
- Process Consultation Revisited: Building the Helping Relationship. Reading, MA: Addison-Wesley. – Dt. Prozessberatung für die Organisation der Zukunft. Der Aufbau einer helfenden Beziehung.  EHP, Bergisch Gladbach 2000.
- Organizational Psychology. Prentice-Hall, Englewood Cliffs 1980.
- Process Consultation: Its Role in Organization Development. Addison-Wesley Publishing Company, Reading 1969.
- Von der Gehirnwäsche zur Organisationstherapie, in: Profile 12, 2006, S. 12–25.
- Die Rolle der Kunst und des Künstlers, in: Profile 12, 2006, S. 5–12.
- Transition and Transformation. Trias Konferenz 2006 in Zürich.
- Leadership and Transformation. Trias Konferenz 2009.
- Kultur von Organisationen. In: G. Fatzer (Hg.): Gute Beratung von Organisationen. EHP, Bergisch Gladbach 2005, ISBN 978-3-89797-032-8.
- mit Fatzer Gerhard: Führung und Veränderungsmanagement. EHP, Bergisch Gladbach 2009 (mit DVD).
- Prozess und Philosophie des Helfens. EHP 2009, Bergisch Gladbach (mit DVD), ISBN 978-3-89797-061-8.
- Humble Inquiry. Vorurteilsloses Fragen als Methode effektiver Kommunikation. EHP, Bergisch Gladbach 2016, ISBN 978-3-89797-086-1.
- Humble Consulting – Die Kunst des vorurteilslosen Beratens, Carl-Auer Verlag, Heidelberg 2017.
- Gerhard Fatzer, John Van Maanen, Daniel C. Schmid, Wolfgang Weber: Ed Schein – The spirit of Inquiry. Festschrift, Innsbruck, Univ. Press 2019.